# المستشفى (جبلة)

تعديل مصدري - تعديل

المستشفى  إحدى حارات مدينة جبلة بمحافظة إب، بلغ تعداد سكانها 136 نسمة حسب تعداد اليمن لعام 2004.